# Erlspitzgruppe
Die Erlspitzgruppe, auch Seefelder Gruppe, ist die südwestlichste Seitengruppe des österreichischen Teils des Karwendels. Sie umschließt hufeisenförmig das Eppzirler Tal und schließt im Süden über den Erlsattel beim Solsteinhaus an die Nordkette an. Im Westen von der Seefelder Senke, im Osten vom Gleirschtal und dem Großkristental begrenzt, reichen ihre nördlichen bewaldeten Ausläufer bis nach Scharnitz.
Im Gegensatz zu den vier großen Karwendelketten ist die Erlspitzgruppe aus Hauptdolomit aufgebaut. Typisch sind bizarre Verwitterungsformen wie Türme, Felsnadeln und stark zerschartete Grate sowie Felstore und Höhlen als Folge des raschen Verfalls einzelner Felsschichten.
Talorte sind Hochzirl, Reith, Seefeld und Scharnitz, die alle über die Mittenwaldbahn auf der Bahnstrecke Innsbruck-Mittenwald erreichbar sind.
Zwei Alpenvereinshütten dienen als Stützpunkte für Touren im Bereich der Erlspitzgruppe: im Westen die Nördlinger Hütte, im Süden das Solsteinhaus. Im nördlichen Teil der Erlspitzgruppe befindet sich die im Sommer bewirtschaftete Oberbrunnalm, im Eppzirler Tal die Eppzirler Alm.
Wichtige Gipfel (geordnet nach Höhe)
- Erlspitze (2405 m ü. A.)
- Reither Spitze (2374 m ü. A.)
- Freiungen (2332 m ü. A.)
- Kuhljochspitze (2297 m ü. A.)
- Seefelder Spitze (2221 m ü. A.)
- Fleischbanktürme (2216 m ü. A.)
- Fleischbankspitze (2206 m ü. A.)
- Karlspitze (2174 m ü. A.)
- Seefelder Joch (2060 m ü. A.)
- Zischgenkopf (1932 m ü. A.)
- Zäunlkopf (1746 m ü. A.)